# Джей-Ті Браун
Джошуа Томас «Джей-Ті» Браун (англ. Joshua Thomas "J. T." Brown; 2 липня 1990, м. Бернсвіль, США) — американський хокеїст, правий нападник. Виступає за «Тампа-Бей Лайтнінг» у Національній хокейній лізі.
Виступав за Університет Міннесота-Дулут (NCAA), «Тампа-Бей Лайтнінг», «Сірак'юс Кранч» (АХЛ).
У чемпіонатах НХЛ — 120 матчів (7+22), у турнірах Кубка Стенлі — 22 матчі (1+2).
У складі національної збірної США учасник чемпіонату світу 2012 (6 матчів, 1+1).